# Llora, Alegría
Llora, Alegría es un libro de la escritora Cuca Canals publicado en 1999.
Cuenta la vida de Alegría, una muchacha que tras llorar su primera lágrima después de la muerte de su madre, y descubrir que es de oro macizo, descubre también una serie de desgracias cada vez que llora. 
A lo largo de la trama, se enamora de un Joven llamado Nicolás, quien demuestra ser la única persona que no va tras sus lágrimas.
Tienen una hija juntos, la cual logra ser feliz a lado de su padre tras la muerte de Alegría.